# 補充形
補充形 (ほじゅうけい、suppletive form) とは、異形態の一種で、他の異形態と音韻的な共通性のないものをいう。

## 概説
補充形とは、語の活用・曲用などの語形変化において、活用形にまったく異なる語根が充てられることをいう。
例えば、英語で原型/過去形の組を挙げると、ask/asked、live/lived、visit/visited、know/knewなどは共通の語根が見出だせる。しかし、go/wentでは、共通の語根を見出だせない。このような場合 went は go の過去形としての補充形という。

## 言語別の具体例

### ポーランド語

#### 名詞
単数形と複数形とで全く異なる語根を持つ語がいくつか存在する。以下に主格形で例示する。
- człowiek 〈人間〉に対するludzie 〈人々〉
- rok 〈年〉に対するlata

また、次の語は主格単数形と対格単数形を除き全て後者の語根で格変化する。
- tydzień 〈週〉に対するtygodnie

#### 形容詞
次に挙げる形容詞は原級と比較級・最上級とで異なる語根が用いられる。以下に男性単数主格形で例示する。
- dobry 〈良い〉に対するlepszy, najlepszy
- zły 〈悪い〉に対するgorszy, najgorszy

#### 副詞
形容詞に準ずる。
- dobrze 〈良く〉に対するlepiej, najlepiej
- źle 〈悪く〉に対するgorzej, najgorzej

#### 動詞
英語のbe動詞に該当する動詞byćの直説法現在時制は全て不定形と異なる語根を持つ。また、iść 〈（歩いて）行く〉の直説法過去時制も不定形とは異なる語根を活用形に持つ。
完了体と不完了体の組み合わせでは、以下の動詞が存在する。
| 完了体  | 不完了体   | 意味 |
| ------- | ---------- | ---- |
| oglądać | obejrzeć   | 視る |
| brać    | wziąć      | 取る |
| widzieć | zobaczyć   | 見る |
| mówić   | powiedzieć | 言う |

### ラテン語

#### 形容詞
原級、比較級、最上級の全ての語根が異なる事例が存在する。以下に男性単数主格形で例示する。
- bonus 〈良い〉 → melior → optimus
- malus 〈悪い〉 → pēior → pessimus

#### 動詞
一部の動詞は、現在幹と完了幹で全く違う語根をもつ。代表例は英語のbe動詞にあたるsum(直説法能相現在一人称単数形。不定詞の能相現在はesse)で、
現在形では、一人称単数sum(<es-m)、二人称単数es、三人称単数est、一人称複数sumus(<es-mus)、二人称複数estis、三人称複数sunt(<es-nt)と、esという語幹に変化語尾がつくのに対し、
現在完了では、一人称単数fui、二人称単数fuisti、三人称単数suit、一人称複数fuimus、二人称複数fuistis、三人称複数fuerunt/fuereと、fuという語幹に変化語尾がつく。
esを使うかfuを使うかは、現在形から作るか完了形から作るかで決まっている。未来分詞は完了形から作るルールなので、fuを用いてfuturusとなる（男性単数主格形。これがfutureの語源）。
このほか、「運ぶ」という意味の動詞fero(直説法能相現在一人称単数形。不定詞の能相現在はferre)は更に複雑で、完了形はtulという語幹から作る上、完了分詞はlatという語幹から作るという、三つの語幹が補充形になっている。